# Juan Facundo Riaño
Juan Facundo Riaño y Montero (Granada, 24 de noviembre de 1829-Madrid, 27 de febrero de 1901) fue un académico, historiador del arte y político español.

## Biografía
Nació el 24 de noviembre de 1829 en Granada, en cuya universidad se licenció en Filosofía y Letras y en Derecho; posteriormente obtuvo el doctorado en Derecho por la Universidad Central de Madrid. También realizó estudios de lengua árabe. En su juventud participó activamente en la vida cultural granadina y fue un conocido miembro de la Cuerda Granadina donde recibió el apodo de London, por sus viajes a Inglaterra.
A partir de 1851 realizó un viaje de estudios por Europa visitando Italia, Alemania e Inglaterra. En 1864 contrajo matrimonio con Emilia Gayangos, hija del arabista Pascual de Gayangos y Arce. Fruto de tal matrimonio nació el diplomático Juan Riaño y Gayangos.
Catedrático de Bellas Artes en la Escuela Superior de Diplomática desde 1863, Riaño fue una reconocida autoridad europea en el campo de las artes decorativas. Desde 1870 fue consejero del Museo de South Kensington en Londres, germen del Museo Victoria y Alberto, para la adquisición de antigüedades españolas. En 1878 fue nombrado director del recientemente creado Museo de Reproducciones Artísticas de Madrid. Llegó a ser elegido académico de la Historia, de la Lengua y de la de Bellas Artes de San Fernando. 
En el ámbito político fue director general de Instrucción Pública entre 1881 y 1883. Posteriormente llegó a ser elegido senador por la provincia de Granada, la Universidad de Granada y la Real Academia de Bellas Artes y, en 1888, ministro de Estado. Fue diputado a Cortes (1881-1882) por el distrito de Archidona.

## Obra
Publicó obras sobre el arte medieval, orígenes de la arquitectura arábiga o La Alhambra, en numerosas revistas españolas y extranjeras.
Entre sus trabajos más importantes destacan:
- The industrial arts in Spain, Londres, 1879.
- "La Alhambra. Estudio de sus descripciones antiguas y modernas", en la Revista de España, 1884.
- Critical and bibliographical Notes on early Spanish music, Londres, 1887.
- "Viajes de extranjeros por España en el siglo XV". Boletín de la Sociedad Geográfica de Madrid, núm.  10, octubre 1877, tomo III, año II, pp. 289-301.